# 鄧石如

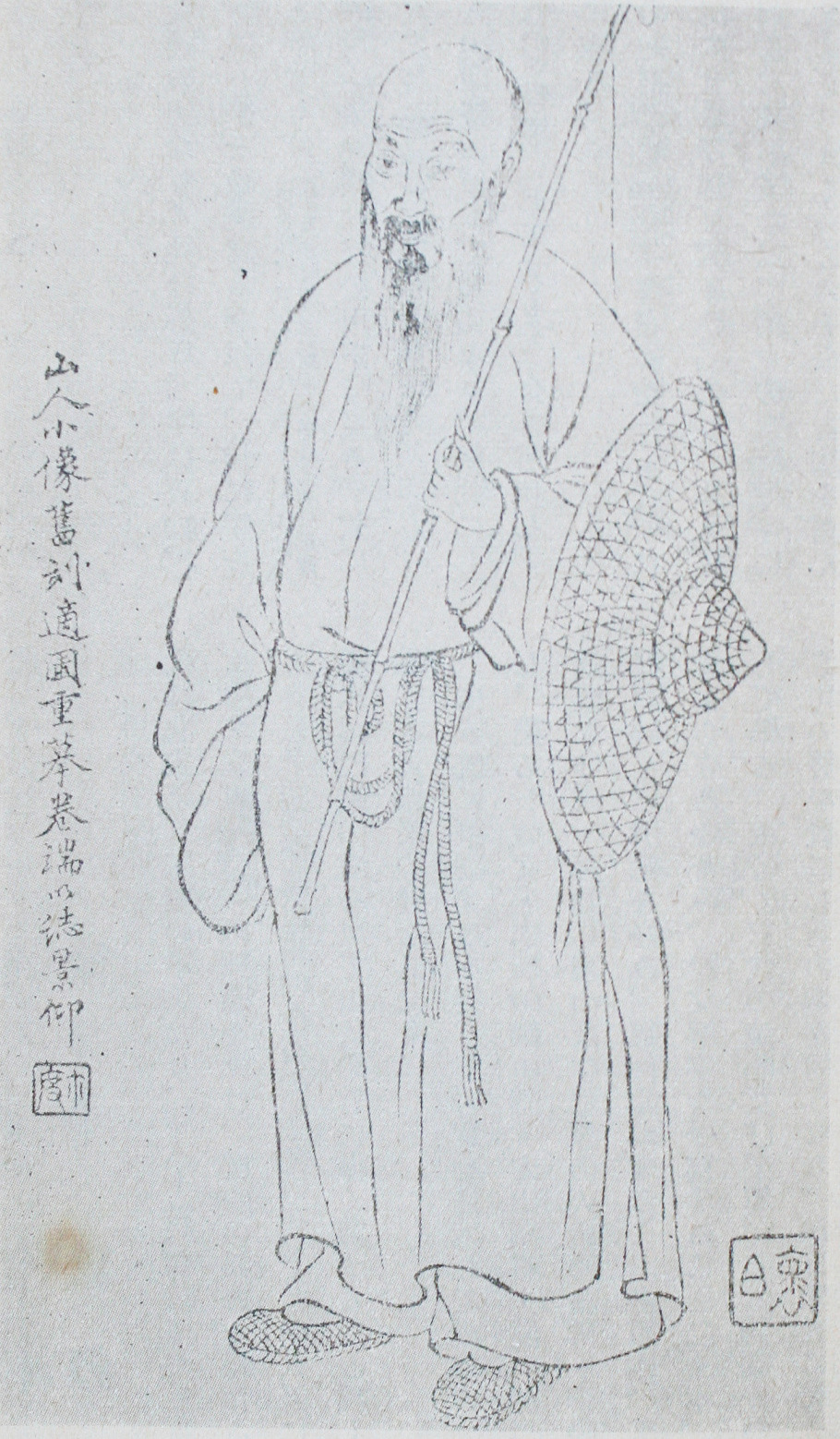
鄧石如 木版画肖像

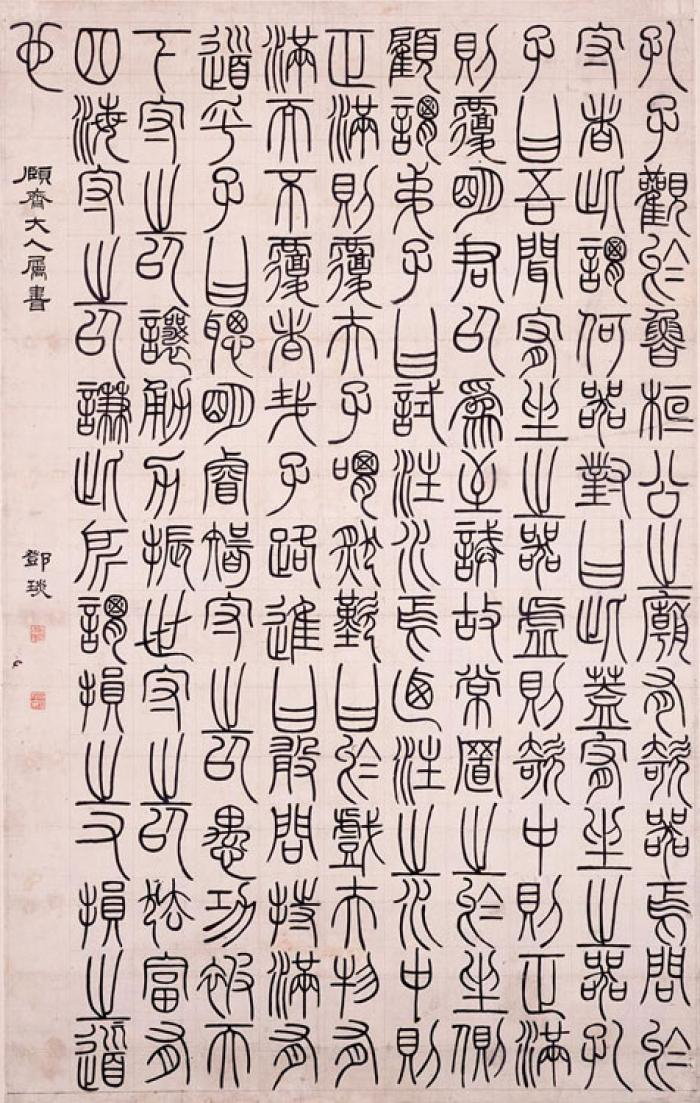
篆書による『荀子』（1796年以前）

鄧 石如（とう せきじょ、1743年 - 1805年）は、中国清朝中後期の最も傑出した書家・篆刻家である。書家としては篆隷に新しい境地を開き、碑学派の開祖とされた。また篆刻でも復古主義の旧習を打破し鄧派（新徽派・後徽派）の開祖となる。
初名を琰といったが、嘉慶帝の諱である顒琰を避けて字の石如を名とし、字は頑伯とした。号は古浣子、完白山人。安徽省安慶府懐寧県集賢関（現在の安慶市宜秀区、大観区の境界付近）の人。

## 略伝
父の鄧一枝は博学で書や篆刻をよくし、石如は幼少より篆刻を学んだ。しかし、家は貧しく科挙の学習に専念できず、餅や薪を売り歩いて家計の足しとした。やがて刻した印を各地に売り歩く放浪の生活が始まる。32歳頃に梁巘に才能を見いだされ、江寧の名家梅鏐に紹介される。梅家には金石・拓本が大量に所蔵されており、石如は30歳から8年間、ときに寄食してひたすら秦・漢の碑文の臨書に明け暮れた。最初の5年間は篆書に、次の3年間は隷書に専心したという。しかし梅家の家勢が衰えたので石如は元の売書・売印生活に戻ることになった。歙県にて程瑶田と知りあい、儒学者金榜の知己を得る。またこの頃に著名な学者張恵言と知遇を得る。金榜のところに一年間、書を書きながら寄寓し、金榜の推薦で高級官僚の曹文植と会い、その才能を見いだされる。曹文植の要請で石如は北京に赴き、そこで劉文清・陸錫熊らの名士とまみえ、その書は大絶賛される。しかし、内閣学士にして文壇の大御所である翁方綱のところに寄りつかなかったので翁が激怒し、これに付和雷同するものが現れる。これは性格が清らかすぎて世事に疎く人付き合いが苦手だったからとされる。加えて劉文清が失脚し、陸錫熊が死ぬと北京に居られなくなり、再度曹文植の口利きで両湖総督の畢沅に招かれ幕客（私設秘書）となり、3年間寄寓した。しかし、ここでも銭坫・孫星衍などの文人たちと折り合いが悪く、51歳にして職を辞して放浪生活に戻った。しかし、石如が60歳のときに彼の人生に転機が訪れる。鎮江における当時28歳の書論家包世臣との出会いである。包世臣は石如の書に感激し、わずかの期間しか師事することができなかったが、生涯に亙り師と仰ぎ敬愛した。包は石如の没後に著した「完白山人伝」で言及、さらに「国朝書品」で清代の書家の格付けを行い、石如の書を清朝第一と絶賛した。石如は当時あまり知られていなかったが、これによって一躍有名となった。この後にも康有為が石如を敬愛し、その著書の中で碑学派の開祖とした。
石如は生涯3度の結婚をしている。最初は18歳で同じ村の潘氏を妻としたがすぐに死別、次の妻は塩城の沈氏で二人の子を授かった。3度目は懐寧の程氏を娶った。沈氏との子である鄧伝密は父の衣鉢を継ぎ書に巧みであった。

## その芸術と業績
石如の出現で清代の篆書・隷書が一変したといっても過言ではない。当時、顧炎武『金石文字記』・銭大昕『潜研堂金石文跋尾』などが流布し、小篆や古文を書くことが風潮になっていたが力強さに欠け、先人の李斯・李陽冰の時代に比べると低調さを否めなかった。そんな中、石如は独自の筆法を編み出し、秦篆や漢隷に高い格調を取り戻すことに成功した。またこの隷書の筆法を篆刻に持ち込んだことは、後世に大きな便宜を与えた。このような石如の活躍を背景に、阮元による『南北書派論』は法帖を拠り所とする帖学派に一撃を加え、碑学派を伸張させた。
石如は、はじめ篆刻を何震・梁袠に師事したが、篆書の自由闊達な躍動を篆刻に活かし、独自の印法を確立し鄧派を興した。この一派には孫弟子で鄧派の名付け親である呉熙載、その後に徐三庚・趙之謙・黄士陵などの大家が連なった。篆刻芸術は数百年にわたって漢印と繆篆を基礎とする復古主義を貫いてきたが、石如によって初めてこの枠組みを打破することに成功した。これは篆刻芸術における石如の最も特筆すべき功績である。

## 印譜
石如の篆印はわずかしか伝存せず、原鈐も少ない。道光26年（1846年）の陳以和と石如の子の鄧伝密による『完白山人篆刻偶存』が最初の原鈐本であるが、わずか17方が見られるのみである。その他の原鈐印譜のうち『鄧石如印存』は遺失し、『鄧印存真』は最上の印譜として伝存している。西泠印社の『完白山人印譜』（1916年）は印刷によるものである。翻刻本は王爾度『古梅閣倣完白山人印賸』・張魯庵『魯庵倣完白山人印譜』などがある。